# Nonstop Records
Nonstop Records (tidigare Nonstopmusik) är ett svenskt skivbolag.
Nonstop Records är ett litet bolag, baserat i Göteborg och Stockholm som under 1980- och 1990-talet gav ut ett 70-tal plattor under eldsjälen Peter Kagerland. När musikföreningen Garageligan växte och enligt många blev alltmer tungrodd hösten 1981 delade man på sig och punkbanden Attentat, Abstract, Slobobans Undergång och Knugens Håf bildade Nonstop Musik. Under det namnet fortsatte man att ordna spelningar, boka ut sina band och sända närradio. Som en logisk följd startades 1985 skivbolaget Nonstop Records.
Total har det blivit närmare 70 musikalbum med till exempel William, Babies, Bröderna Brothers, Eldarens Hus, Lucky Stiff, Sonic Walthers, Elvira, Nio liv, Submachines, Alias Smith & Jones, Ladomir, Kim å Jonas (Kim Hedås och Jonas Gardell) och samlingen GBG Punk 77–80.